# Sheila Fitzpatrick

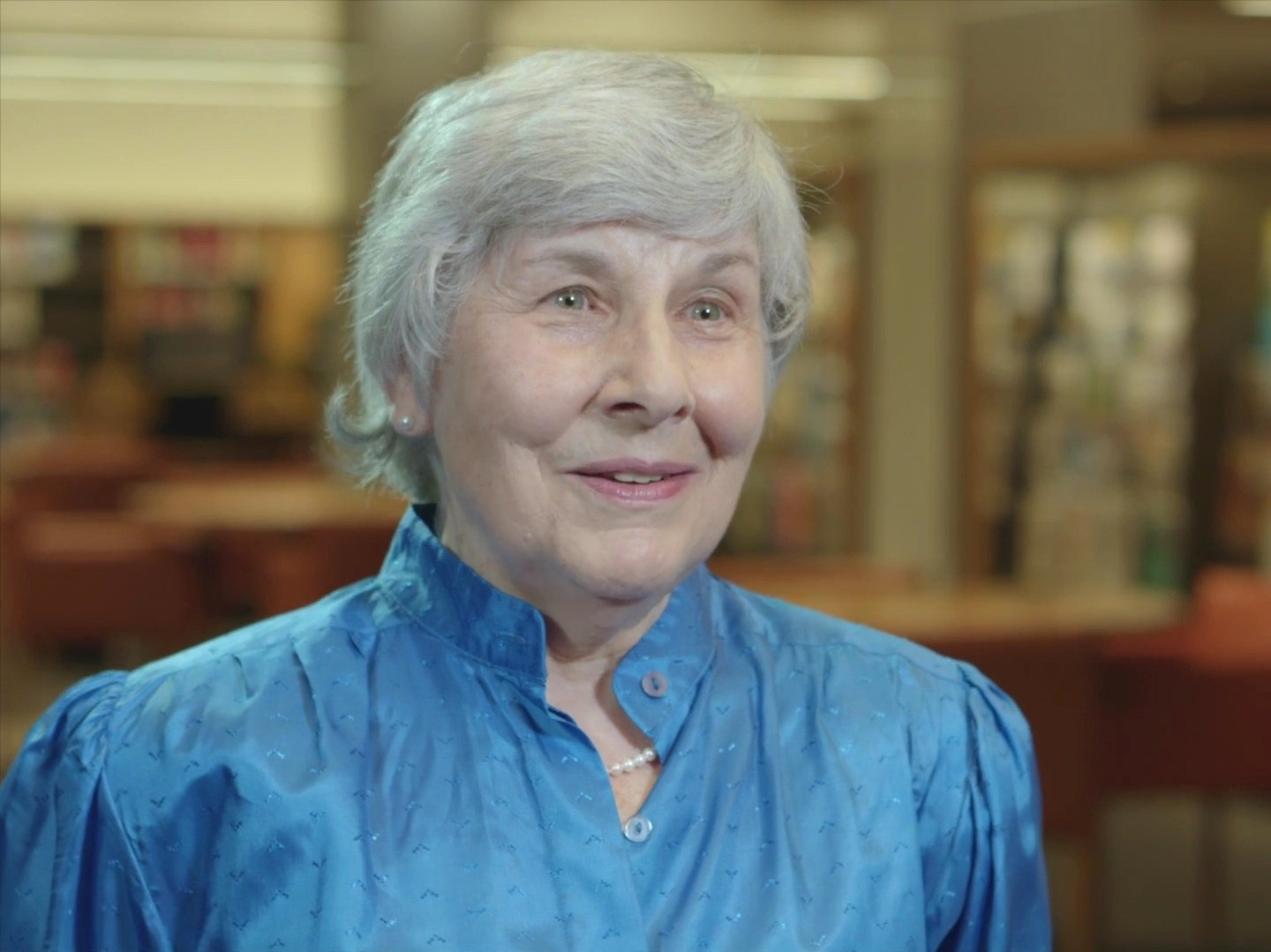
Sheila Fitzpatrick (2016)

Sheila Fitzpatrick (* 4. Juni 1941 in Melbourne) ist eine US-amerikanische Historikerin australischer Abstammung, die sich mit moderner russischer Geschichte und der Geschichte der Sowjetunion beschäftigt.

## Leben
Sheila Fitzpatrick erhielt den B.A.-Abschluss 1961 an der University of Melbourne. Den Ph.D. bekam sie 1969 von der Oxford University. Fitzpatrick lehrte danach sowjetische Geschichte an der University of Chicago. Sie ist Mitglied der American Academy of Arts and Sciences und der Australian Academy of the Humanities. 2002 erhielt sie den Mellon Foundation Distinguished Achievement Award. Von September 1996 bis Dezember 2006 war sie Mitherausgeberin von The Journal of Modern History zusammen mit Jan E. Goldstein und John W. Boyer.
Sheila Fitzpatrick ist die Tochter von Brian Fitzpatrick, einem australischen Autor. Sie war mit dem Physiker Michael Danos verheiratet.

## Schriften
- The Commissariat of Enlightenment. Soviet Organization of Education and the Arts under Lunacharsky, 1917–1921. Oxford University Press, 1970.
- Education and Social Mobility in the Soviet Union, 1921–1932. Cambridge University Press, 1979.
- The Russian Revolution. Oxford University Press, 1982/83.
- The Cultural Front. Power and Culture in Revolutionary Russia. Cornell University Press, 1992.
- Stalin's Peasants. Resistance and Survival in the Russian Village after Collectivization. Oxford University Press, 1994.
- Everyday Stalinism. Ordinary Life in Extraordinary Times: Soviet Russia in the 1930s. Oxford University Press, 1999.
- Tear off the Masks! Identity and Imposture in Twentieth-Century Russia. Princeton University Press, 2005.
- Political Tourists: Travellers from Australia to the Soviet Union in the 1920s–1940s. Hg. mit Carolyn Rasmussen. Melbourne University Press, 2008. ISBN 0-522-85530-X.
- My Father's Daughter. Melbourne University Press, 2010.
- A Spy in the Archives. Melbourne University Press, 2013.
- On Stalin’s Team: The Years of Living Dangerously in Soviet Politics. Princeton University Press, 2015. Deutschsprachige Ausgabe: Stalins Mannschaft. Teamarbeit und Tyrannei im Kreml. Schöningh Verlag, Paderborn 2017. ISBN 978-3-506784-32-2.
- “White Russians, Red Peril”: A Cold War History of Migration to Australia. Taylor & Francis, London 2021, ISBN 978-1-03-205749-1.
- The Shortest History of the Soviet Union. Columbia University Press, New York 2022, ISBN 978-0-231-20716-4.
- Lost Souls: Soviet Displaced Persons and the Birth of the Cold War. Princeton University Press, Princeton 2024, ISBN 978-0-691-23002-3.